# Rafał Has
Rafał Has (ur. 17 marca 1975) – polski lekkoatleta specjalizujący się w sprintach, mistrz Polski.

## Życiorys
Reprezentował barwy AZS-AWFiS Gdańsk. 
Na mistrzostwach Polski seniorów wywalczył dwa złote medale w sztafecie 4 x 100 metrów: w 1997 i 1998. W swoim najlepszym starcie indywidualnym na mistrzostwach Polski zajął 8. miejsce w biegu na 60 metrów podczas halowych mistrzostw Polski w 1998.
Po zakończeniu kariery zawodniczej został trenerem, pracował najpierw w swoim macierzystym klubie, prowadził m.in. reprezentację polskich wieloboistek i indywidualnie Karolinę Tymińską, we Flocie Gdynia prowadził Przemysława Słowikowskiego. Był też kierownikiem szkolenia i trenerem przygotowań fizycznych w bobslejowej reprezentacji Polski w 2015, a w 2023 współpracował z reprezentacją polskich skoczków narciarskich
Rekord życiowy w biegu na 100 metrów: 10,50 (26.09.1999).